# Noria de los Castillos
Noria de los Castillos är en ort i Mexiko.   Den ligger i kommunen Matehuala och delstaten San Luis Potosí, i den centrala delen av landet, 500 km norr om huvudstaden Mexico City. Noria de los Castillos ligger 1 462 meter över havet och antalet invånare är 174.
Terrängen runt Noria de los Castillos är kuperad åt sydost, men åt nordväst är den platt. Runt Noria de los Castillos är det ganska tätbefolkat, med 75 invånare per kvadratkilometer. Närmaste större samhälle är San Antonio de las Barrancas, 15,3 km söder om Noria de los Castillos. Omgivningarna runt Noria de los Castillos är i huvudsak ett öppet busklandskap.